# Cláudio Costa Neto
Claudio Costa Neto (Rio de Janeiro, 11 de dezembro de 1932) é um químico e engenheiro químico brasileiro, um dos fundadores do Instituto de Química da UFRJ e da pós-graduação em Química no Brasil. Atualmente é professor emérito do Instituto de Química da Universidade Federal do Rio de Janeiro. É membro titular da Academia Brasileira de Ciências e Comendador da Ordem Nacional do Mérito Científico. É Presidente do Conselho Deliberativo do Instituto Vila Rosário (antiga Sociedade QTROP de Química Fina para o Combate a Doenças Tropicais).

## História
Formado em Química Industrial e Engenharia Química pela Universidade do Brasil (atual UFRJ) em 1954, Costa Neto trabalhou sob supervisão de Fritz Feigl, responsável pelo desenvolvimento dos spot tests para identificação e caracterização de substâncias. Foi o responsável pela criação do projeto pioneiro xistoquímica. Também foi o responsável pelo estudo de geoquímica orgânica na UFRJ.

## Livros
- Vila Rosário: trilogia sobre química e sociedade: primeira parte: do porquê e do como eliminar a tuberculose de uma sociedade, Claudio Costa Neto, Rio de Janeiro, Cálamo Editora, 480p., 2002.
- Análise orgânica: métodos e procedimentos para a caracterização de organoquímios, Claudio Costa Neto, Rio de Janeiro, Editora UFRJ, 2004, volumes 1 e 2 ISBN 85-7108-260-X
- A Filosofia do óbvio: e outros assuntos que tratam de nós mesmos e de coisas que nos cercam, Claudio Costa Neto, Rio de Janeiro, editora Nova Razão Cultural, 318p., 2008.
- Tuberculose e Miséria, Cláudio Costa Neto, Rio de Janeiro, editora Nova Razão Cultural, 2011.
- Poetices, Cláudio Costa Neto, 1. ed., Rio de Janeiro, editora Imprimatur, 163 p., 2014.